# Kawasaki Z1000
La Kawasaki Z1000 (ZR-1000A1) è una motocicletta prodotta dalla casa motociclistica giapponese Kawasaki dal 1977 al 1984, in sostituzione della Z-1 del 1973.

## Storia

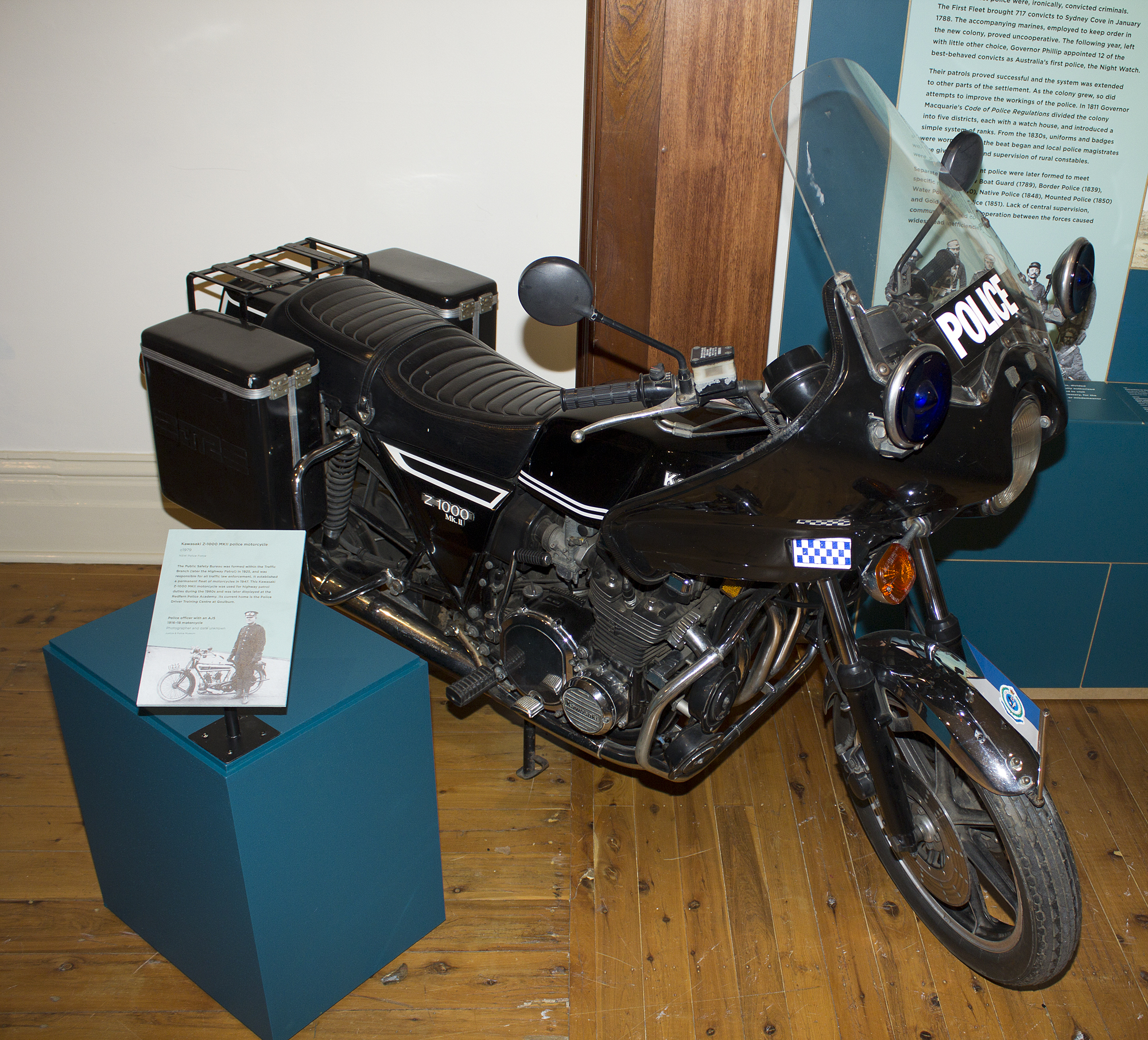
Kawasaki Z-1000 MKII della polizia

Presentata come erede della 900 Z1 nel 1977 e come ammiraglia della casa nipponica, si differenziava dalla progenitrice per un aumento dell'alesaggio del cilindro di 4 mm che faceva arrivare la cilindrata a 1.015 cm³.
Un'altra miglioria tecnica riguardava l'impianto frenante dove il freno a tamburo posteriore della 900 lasciava il posto ad un più moderno freno a disco.
Negli anni di produzione gli sviluppi successivi, oltre ad un generale aumento della potenza erogata dal propulsore, riguardarono l'aspetto estetico; da una due ruote completamente sprovvista di protezioni aerodinamiche si passò ad una maggiormente sportiva, la R, dotata di un piccolo cupolino e alla versione "ST" ove la sigla era l'acronimo di "Shaft Transmission" poiché in quest'ultima versione venne modificata anche la trasmissione passata dalla classica catena ad una maggiormente votata al turismo come quella a giunto cardanico.
La sua corrispettiva con trasmissione a catena era la Z1000 MK II, assai simile nell'aspetto ma con molte differenze meccaniche e ciclistiche che la rendevano una specie di "gemella diversa".
La Z1000 non aveva ancora esaurito la vena; nel 1981 debuttò la Z1000 J con alesaggio ridotto a 69,4mm onde poter rientrare entro i 998 cm³ limite ammesso per la categoria pista TT1, l'antesignana dell'odierna Superbike.
La Z1000 J ricevette i nuovi carburatori Mikuni serie "BS" che assicuravano un'erogazione più docile anche parzializzando il gas a regimi molto bassi.
Ultima evoluzione, nel 1983 apparve la versione Z1000 R per la quale Kawasaki sfruttò sapientemente il ritorno di immagine sportiva lanciando la livrea "Eddie Lawson replica" nel tipico colore verde dei modelli da corsa della Casa di Akashi. Per concludere merita adeguata menzione l'allestimento Police, assai amato per le prestazioni, il comfort ed il motore indistruttibile.
Assemblata negli stabilimenti Kawasaki Motor Corporation U.S.A. di Santa Ana, CA, la versione equipaggiata per la Polizia fu resa celebre dalla serie televisiva CHiPs e restò sorprendentemente in produzione fino al 2003; meccanicamente era sostanzialmente (nell'ultima versione) una Z1000 J da 998 cm³ dotata dei soliti 4 Mikuni BS 34 SS, mentre tra il 1978 e la fine degli anni '80 era in pratica una MK II con il 1015 cm³, i vecchi Mikuni VM 28 SS e il pedale per l'avviamento di emergenza. Potente ed affidabile al punto che prima di mandarla in pensione in favore delle moderne BMW ad iniezione e catalizzate ci son voluti ben 25 anni di servizio.